# Réservoir de Ménilmontant
Réservoir de Ménilmontant (česky Nádrž Ménilmontant) je jeden z pěti hlavních rezervoárů pitné vody pro město Paříž. Nachází se ve 20. obvodu na návrší Ménilmontant. Byl vystavěn v roce 1865 a zásobuje zhruba 15 % pařížské populace. Jeho kapacita je 95 000 m3, tedy zhruba šestina odhadované každodenní spotřeby vody v Paříži. Je spravován společností Eau de Paris.

## Historie
Nádrž Ménilmontant vystavěl v roce 1865 inženýr Eugène Belgrand jako jednu z řady zásobáren budovaných v té době. Tyto nádrže byly navrženy proto, aby se postupně nahradilo zásobování Paříže vodou ze Seiny, které byla stále nevhodnější pro běžnou potřebu kvůli urbanistickému a průmyslovému rozvoji proti proudu od hlavního města během 19. století a proměnlivé teplotě v závislosti na ročním období. Do nádrže byla původně voda přiváděna akvaduktem Dhius. Tento rezervoár byl určen pro zásobování severní a severozápadní části hlavního města.